# Gauss Centre for Supercomputing

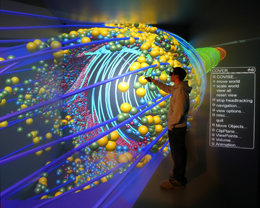
Interaktive 3D-Visualisierung von Wasserströmungen (HLRS Visualisierungszentrum)

Das Gauss Centre for Supercomputing e. V. (GCS) dient dem Zusammenschluss der drei nationalen Höchstleistungsrechenzentren in Deutschland: dem Jülich Supercomputing Centre (JSC) im Rahmen des John von Neumann-Instituts für Computing (NIC) in Jülich, dem Leibniz-Rechenzentrum (LRZ) in Garching bei München und dem Höchstleistungsrechenzentrum Stuttgart (HLRS).
Oberstes Ziel des Gauss Centre for Supercomputing (GCS) ist die Förderung und Unterstützung des wissenschaftlichen Höchstleistungsrechnens. Die GCS-Supercomputer zählen zu den größten und leistungsfähigsten Höchstleistungsrechnern der Welt. Seit 2012 sind in jedem der drei GCS-Mitgliedszentren HLRS, JSC und LRZ Computersysteme installiert, die mit Rechengeschwindigkeiten im Petaflops-Bereich aufwarten. In Summe verfügte das GCS 2021 über eine Rechenleistung von mehr als 130 PetaFLOPS, wodurch Forschern und Entwicklern aus allen wissenschaftlichen Bereichen und Vertretern der Industrie die mit Abstand leistungsfähigste Systeminfrastruktur in ganz Europa zur Verfügung steht.
Unterstützt wird das GCS durch entsprechende Projektförderung vom Bundesministerium für Bildung und Forschung und den Wissenschaftsministerien der Länder Baden-Württemberg, Bayern und Nordrhein-Westfalen.
Vorstandsvorsitzender ist Michael M. Resch (Universität Stuttgart). Vice Chairmen sind Thomas Lippert (JSC) und Dieter Kranzlmüller (LRZ). Geschäftsführer und Leiter des Projektbüros in Bonn ist Claus Axel Müller. Der Hauptsitz des GCS befindet sich in Berlin.